# Gmina Taheva
Gmina Taheva (est. Taheva vald) – gmina wiejska w Estonii, w prowincji Valga.
W skład gminy wchodzi:
- 13 wsi: Hargla, Kalliküla, Koikküla, Koiva, Korkuna, Laanemetsa, Lepa, Lutsu, Ringiste, Sooblase, Taheva, Tsirgumäe, Tõrvase.